# ЦДКА Москва
ЦДКА Москва е футболен отбор, предшественик на ЦСКА Москва.

## История
Основан е на 23 февруари 1928 с обединението на няколко клуба от Москва. През 1936 тимът участва в първия шампионат на СССР. „Армейците“ завършват на 4-то място. В есенното първенство 1936 ЦДКА заема последното 8-о място и трябва да изпадне. Същата година е взето решение отборите в Клас А да бъдат разширени. Следващият сезон ЦДКА завършва на 9-о място и отново би трябвало да изпадне. Отборите в най-силната дивизия са разширени до 26 и така отборът отново остава в Клас А. Властта измисля нов начин да подсили отбора-силните футболисти на другите отбори да карат военна служба, при която да играят за ЦДКА. Един от първите случаи е с нападателят Григорий Федотов. През 1938 тимът заема 2-ро място в шампионата, като шампион е ФК Спартак Москва. По време на втората световна война много от футболистите на отбора са на фронта. По време на войната отново се провежда шампионат на Москва, който ЦДКА печели. През 1944 е възобновен турнирът за Купата на СССР. Там „армейците“ достигат до финал, който губят от Зенит с 2 на 1. През сезон 1946 ЦДКА стават шампиони без проблеми. На следващия сезон Динамо Москва води в класирането почти през целия сезон, но в последните 2 кръга „армейците“ успяват да се доберат до титлата. През 1948 ЦДКА отново стават шампиони, след люта битка с Динамо. От 1950 година се казва ЦДСА Москва.
ОТ 2006 г. съществува аматьорски отбор, състезаващ се под името ЦДКА.

## Отборът на лейтенантите
„Отборът на лейтенантите“ е отборът на ЦДКА в периода след втората световна война до 1952, когато вече носи името ЦДСА. Наричан е така, понеже почти всички футболисти от състава носят това военно звание. Старши треньор е Борис Аркадиев, а „армейците“ печелят 5 титли и 3 национални купи под негово ръководство. В състава личат имената на капитана Григорий Федотов, Всеволод Бобров, Константин Лясковский, Владимир Дьомин, Валентин Николаев и Владимир Никаноров.